# Вільгельм Генске
Вільгельм Генске (нім. Wilhelm Genske; 31 жовтня 1885, Вайльбург — 27 серпня 1958, Гамбург) — німецький офіцер, контрадмірал-інженер крігсмаріне (1 грудня 1942).

## Біографія
1 жовтня 1906 року вступив на флот. До березня 1915 року служив інженером-зброярем на лінкорі «Імператор Фрідріх III», до липня 1918 року — головним інженером на торпедних катерах V17, V45, S52, V28 та S60, після чого до кінця Першої світової війни служив головним інженером 3-ї півфлотилії супроводу підводних човнів. Після війни продовжив службу в рейхсмаріне. 30 квітня 1929 року звільнений у відставку.
В 1937 році очолив відділ благоустрою та побуту військово-морської станції «Остзе». З червня 1938 року — командир служби благоустрою і постачання вермахту у 10-му військовому окрузі. В квітні 1944 року переданий в розпорядження головнокомандування ВМС на Балтійському морі. 31 липня 1944 року звільнений у відставку. В лютому 1945 року відправлений в Кеслін для виокнання обов'язків обербургомістра і державного комісара, оскільки відповідні посадовці втекли.

## Нагороди
- Залізний хрест
  - 2-го класу (11 травня 1915)
  - 1-го класу (27 вересня 1919)
- Почесний хрест ветерана війни з мечами
- Медаль «За вислугу років у Вермахті» 4-го, 3-го, 2-го і 1-го класу (25 років; 2 жовтня 1936) — отримав 4 нагороди одночасно.